# Gopherus
Gopherus – rodzaj żółwia z rodziny żółwi lądowych (Testudinidae).

## Zasięg występowania
Rodzaj obejmuje gatunki występujące w Ameryce Północnej (Stany Zjednoczone i Meksyk). 

## Systematyka

### Etymologia
- Gopherus: ang. gopher „małe zwierzę ryjące”, być może od fr. gaufre „plaster miodu”[8].
- Xerobates: gr. ξερον xeron „stały ląd”[9]; βατης batēs „piechur”, od βατεω bateō „stąpać, dreptać”, od βαινω bainō „chodzić”[10]. Gatunek typowy: Xerobates berlandieri Agassiz, 1857.
- Bysmachelys: gr. βυσμα busma „zatyczka, korek”; χελυς khelus „żółw”[4]. Gatunek typowy: †Bysmachelys canyonensis Johnston, 1937.
- Scaptochelys: gr. σκαπτος skaptos „kopacz”; χελυς khelus „żółw”[5]. Gatunek typowy: Xerobates agassizii Cooper, 1863.

### Podział systematyczny
Do rodzaju należą następujące gatunki: 
- Gopherus agassizii
- Gopherus berlandieri
- Gopherus evgoodei
- Gopherus flavomarginatus
- Gopherus morafkai
- Gopherus polyphemus – żółw norowy[11]
- †Gopherus donlaloi
- †Gopherus depressus
- †Gopherus hexagonatus